# Drassodella lotzi
Espèce
Drassodella lotzi est une espèce d'araignées aranéomorphes de la famille des Gallieniellidae.

## Distribution
Cette espèce est endémique du KwaZulu-Natal en Afrique du Sud,. Elle se rencontre vers Enseleni.

## Description
La femelle holotype mesure 5,32 mm.

## Étymologie
Cette espèce est nommée en l'honneur de Leon N. Lotz.

## Publication originale
- Mbo & Haddad, 2019 : A revision of the endemic South African long-jawed ground spider genus Drassodella Hewitt, 1916 (Araneae: Gallieniellidae). Zootaxa, no 4582(1), p. 1-62.